# Château des Marais (Bretagne)
Ne doit pas être confondu avec Château des Marais (Guernesey) ou Château du Marais.
Le château des Marais est situé sur la commune de Hillion, dans le département des Côtes-d'Armor.

## Historique
L'ancien château a appartenu aux familles de la Villéon (XVe siècle-XVIIIe siècle), puis Chappedelaine.
Le château actuel a été construit en 1893, par Angélique de Lourmel, petite-fille de Louis-Toussaint Sébert, négociant et armateur à Saint-Brieuc, selon Daniel de La Motte Rouge. 
De 1940 à 1944, il était occupé par les Allemands.
En 1990, le château est laissé à l'abandon, puis en 1996, il fut acheté et rénové.
Aujourd'hui, il est ouvert au public pour diverses prestations comme des mariages, anniversaires…

## Caractéristiques
Il est du style néogothique.